# منفی‌نگری
منفی نگری (به انگلیسی:Negativity bias) یا سوگیری منفی‌نگری که با نام اثر رویدادهای بد نیز شناخته می‌شود را می‌توان این گونه توضیح دادکه: هرآنچه ماهیت منفی و بدی دارد مانند افکار ناخوشایند، احساسات ناخوشایند، تأثیر روابط نامناسب اجتماعی و رویدادهای بد، تأثیر بالاتری نسبت به چیزهایی که ماهیت مثبتی دارند بر وضعیت روانی و ذهنی اشخاص می‌گذارند، حتی زمانی که رویدادهای بد و خوب میزان شدت برابر داشته باشند تأثیر آنچه ماهیت منفی دارد بر روان و ذهن انسان بیشتر است. به بیان دیگر یک رویداد خیلی مثبت معمولاً تأثیرات کمی بر رفتار و ادراک اشخاص دارد تا رویدادی خیلی منفی با همان میزان شدت. منفی‌نگری و تأثیر آن درحوزه‌ها و زمینه‌ها زیادی بررسی شده‌است مانند یادگیری، توجه، حافظه، تصمیم‌گیری، شکل‌گیری احساسات و حوزه ریسک

## تسلط جنبه‌های منفی بر مثبت
ذهن انسان توجه، وقت و اعتبار بیشتری برای اخبار، احساسات، خاطرات، رفتارها و افکار منفی نسبت به مثبت قائل می‌شود. منفی‌نگری احتمالاً ریشه تکاملی دارد چرا که برای اجداد ما کم توجهی به اخبار منفی و تهدیدآمیز نتایج مرگباری داشت درحالکیه نادیده گرفتن اخبار مثبت نهایتاً باعث از دست دادن فرصت می‌شد. مغز انسان و سایر موجودات به نوعی تکامل یافته که توجه و واکنش به رویدادهای منفی را در اولویت قرار دهد. امروزه در دنیای مدرن منفی‌نگری ممکن است نتایج بدی داشته باشد و باعث صدمه به روابط دوستی، زناشویی، اجتماعی و غیره شود و ممکن است باعث بروز رفتار نامناسب یا گرفتن تصمیم‌های نادرست در شخص منفی‌نگر شود. ما ممکن است ساعت‌ها و روزها گرفتار و درگیر یک رفتار نامناسب، توهین یا یک خطای کوچک باشیم درحالیکه همزمان به بسیاری از جنبه‌های مثبت بی‌توجه هستیم.
روانشناس پل رازین Paul Rozin می‌گوید که: یک سوسک در یک بشقاب پر از گیلاس تمام علاقه و اشتیاق ما را به گیلاس‌ها نابود می‌کند اما یک گیلاس در یک بشقاب پر از سوسک اثری ندارد. جنبه‌های منفی همواره بر مثبت چیره می‌شوند
روانشناس جان گاتمن John Mordecai Gottman که چهار دهه در زمینه پایداری ازدواج و پیش‌بینی طلاق فعالیت داشته‌است بیان می‌کند که پایداری ازدواج بیش از آن که به جنبه‌های مثبت وابسته باشد به دوری از جنبه‌های منفی مرتبط است. گاتمن تخمین می‌زند که در یک رابطه پایدار و موفق باید تعداد تعاملات مثبت حداقل پنج برابر بیشتر از تعاملات منفی باشد. همه ما می‌دانیم که یک رابطه دوستی چندین ساله ممکن است تحت تأثیر یک عمل منفی قطع شود. منفی‌نگری در اقتصاد و تصمیم‌گیری‌های مالی باعث تمایل شدید به زیان‌گریزی و ریسک‌گریزی می‌شود 